# شاه داعی‌الله
سید نظام‌الدین محمد الحسینی معروف به شاه داعی‌الله از عالمان و شاعران اهل شیراز در قرن نهم هجری است.

## آثار
از شاه‌داعی ۳۸ جلد کتاب به زبان‌های فارسی و عربی یافت شده است. آثاری چون: آثار وی عبارتنداز:
اسوة الکسوة؛ بیان عیان در حقایق؛ تحریر الوجود المطلق؛ رساله تاج نامه؛ مشاهد؛ رضائیة؛ سلوة القلوب؛ مراة الوجود؛ تحفة المشتاق؛ ترجم الاخبار العلویة؛ التلویحات الحرمیة؛ ثمرة الجیب؛ جواهر الکنوز؛ چشمه زندگانی؛ چهارچمن؛ عشق نامه؛ چهل صباح؛ گنج روان؛ نسائم گلشن یا شرح گلشن راز.

## درگذشت
درگذشت شاه‌داعی در سال ۸۷۰ هجری قمری بوده است.

## مقبره
آرامگاه این شاعر در ضلع جنوب شرقی گورستان معروف «دارالسلام» قرار دارد. این آرامگاه دارای دو سنگ قبر بزرگ سماقی مجلل سرخ رنگ متعلق به شاه‌داعی و فرزندش است و از دو قسمت تشکیل گردیده است. بر سر در آرامگاه شعری از خود شاه‌داعی‌االلّه نوشته شده است:
| چو باد خاک تو خواهد به هر طرف بردن |  | مهل که از تو نشیند به خاطری گردی |

## بازسازی آرامگاه
به گفتهٔ برخی از کارشناسان در جریان بازسازی به‌دستور کریمخان زند، برای اولین بار بوده که آرامگاهی با سنگ قبر بزرگ و طرحی از نوع سنگ سماقی سرخ رنگ برای وی طراحی شده است.